# Andovoranto
Andovoranto är en ort i Madagaskar.   Den ligger i regionen Atsinananaregionen, i den östra delen av landet, 170 km öster om huvudstaden Antananarivo. Andovoranto ligger 10 meter över havet och antalet invånare är 10 429.
Terrängen runt Andovoranto är platt. Havet är nära Andovoranto åt sydost.  Närmaste större samhälle är Ampasimanolotra, 15,9 km norr om Andovoranto. 